# Dữ liệu sinh học
Trong tâm lý công nghiệp và tâm lý tổ chức, dữ liệu sinh học là dữ liệu tiểu sử. Dữ liệu sinh học là "... các loại câu hỏi thực tế về kinh nghiệm sống và công việc, cũng như các đặc điểm chứa ý kiến, giá trị, niềm tin và thái độ phản ánh quan điểm lịch sử." Vì người trả lời trả lời các câu hỏi về bản thân, có các yếu tố của cả tiểu sử và tự truyện. Cơ sở các khả năng tiên đoán của dữ liệu sinh học là tiên đề rằng hành vi trong quá khứ là yếu tố tiên đoán tốt nhất cho hành vi trong tương lai. Thông tin tiểu sử không dự đoán được tất cả các hành vi trong tương lai nhưng nó rất hữu ích trong việc lựa chọn nhân sự ở chỗ nó có thể cho thấy một hành vi tương lai có thể xảy ra dựa trên lịch sử học tập trước đây của một cá nhân. Các công cụ dữ liệu sinh học (còn được gọi là khoảng trống thông tin tiểu sử) có lợi thế hơn về hàng tồn kho và tính cách để có thể nắm bắt trực tiếp hành vi trong quá khứ của một người, có lẽ là yếu tố dự báo tốt nhất cho hành động tương lai của họ. về cuộc sống của người đó, không phải là nội tâm và phán đoán chủ quan.
Trong những năm qua, việc lựa chọn nhân sự đã dựa trên các bài kiểm tra tâm lý tiêu chuẩn hóa. Năm loại chính cho các xét nghiệm này là khả năng trí tuệ, khả năng không gian và cơ học, độ chính xác cảm nhận, khả năng vận động và kiểm tra tính cách. Hệ số trung bình của phép thử chuẩn hóa của g là 0,51. Tổng quan 58 nghiên cứu về hệ số sinh học tìm thấy hệ số dao động từ 0,32 đến 0,46 với giá trị trung bình 0,35. Giá trị trung bình của các cuộc phỏng vấn được tìm thấy là 0,19. nghiên cứu đã chỉ ra hệ số hiệu lực là 0,29 cho các cuộc phỏng vấn không có cấu trúc và 0,31 cho các cuộc phỏng vấn có cấu trúc nhưng kết quả phỏng vấn có thể bị ảnh hưởng bởi thành kiến của người phỏng vấn và đã bị thách thức trong một số trường hợp khác nhau.